# 欧贝尔坦
欧贝尔坦（法語：Aubertin，法語發音：[obɛʁtɛ̃]）是法国大西洋比利牛斯省的一个市镇，属于奥洛龙-圣玛丽区。

## 地理
欧贝尔坦（43°16'26"N, 0°29'1"W）面积17.16 平方千米，位于法国新阿基坦大区大西洋比利牛斯省，该省份为法国东南部省份，涵盖了贝阿恩与北巴斯克，西临大西洋比斯開灣，北至朗德省，东北接热尔省，东临上比利牛斯省，南与西班牙接壤。
与欧贝尔坦接壤的市镇（或旧市镇、城区）包括：拉鲁万、阿尔比斯、阿蒂格卢沃、拉科芒德、拉瑟布、莫南、圣福斯特。

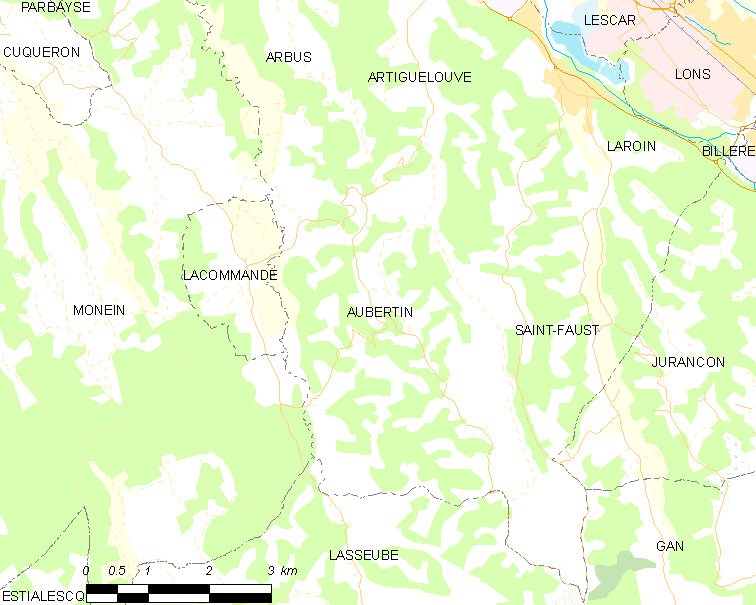
欧贝尔坦的OSM定位图

欧贝尔坦的时区为UTC+01:00、UTC+02:00（夏令时）。

## 行政
欧贝尔坦的邮政编码为64290，INSEE市镇编码为64072。

## 政治
欧贝尔坦所属的省级选区为比耶尔和瑞朗松山坡县。

## 人口

1962-2008年间欧贝尔坦人口变化图示

欧贝尔坦于2022年1月1日时的人口数量为662人。